# ألونسو هرنانديز
ألونسو هرنانديز (بالإسبانية: Alonso Hernández)‏ (1 مارس 1994 في الولايات المتحدة - ) هو لاعب كرة قدم مكسيكي في مركز الوسط. شارك مع منتخب الولايات المتحدة تحت 20 سنة لكرة القدم ومنتخب الولايات المتحدة تحت 23 سنة لكرة القدم. أما مع النوادي، فقد لعب مع نادي مونتيري وIndios de Ciudad Juárez ‏ ونادي خواريز.

## وصلات خارجية
- ألونسو هرنانديز على موقع قاعدة بيانات كرة القدم.إي يو (الإنجليزية)
- ألونسو هرنانديز على موقع Soccerway.com (الإنجليزية)
- ألونسو هرنانديز على موقع AS.com (الإسبانية)